# Systemtheorie
Systemtheorie ist eine interdisziplinäre Betrachtungsweise, in der grundlegende Aspekte und Prinzipien von Systemen zur Beschreibung und Erklärung unterschiedlich komplexer Phänomene herangezogen werden.
So verschiedene Gegenstandsbereiche und Modelle wie das Sonnensystem, biologische Zellen, der Mensch, eine Familie, eine Organisation, ein Staat, aber auch Maschinen und Computernetzwerke können als Systeme aufgefasst und systemtheoretisch beschrieben werden. Kognitive Prozesse des Erkennens und Problemlösens, die auf Konzepte der Systemtheorie Bezug nehmen, werden oft unter dem Begriff Systemdenken zusammengefasst.
Die Analyse von Strukturen, Dynamiken und Funktionen soll eine umfassendere Sicht ermöglichen und realistischere Vorhersagen über das Systemverhalten erlauben. Systemtheoretische Begriffe werden in den verschiedensten wissenschaftlichen Disziplinen angewandt. „Die Systemtheorie hat von Anfang an das Ziel verfolgt, der Zersplitterung des Wissens in den wissenschaftlichen Disziplinen entgegenzuwirken.“
Die Systemtheorie ist sowohl eine allgemeine und eigenständige Disziplin als auch ein weitverzweigter und heterogener Rahmen für einen interdisziplinären Diskurs, der den Begriff System als Grundkonzept führt. Es gibt folglich sowohl eine allgemeine „Systemtheorie“ als auch eine Vielzahl unterschiedlicher, zum Teil widersprüchlicher und konkurrierender Systemdefinitionen und -begriffe. Es hat sich heute jedoch eine relativ stabile Reihe an Begriffen und Theoremen herausgebildet, auf die sich der systemtheoretische Diskurs bezieht.

## Geschichte
| Chronologie |
| --- |
| - um 1950 Allgemeine Systemtheorie (basierend auf Ludwig von Bertalanffy) - 1946 bis 1953 Die Macy-Konferenzen legten die Grundlagen für ein interdisziplinäres Verständnis der Kybernetik (W. Ross Ashby, Gregory Bateson, Warren Sturgis McCulloch, Walter Pitts, Arturo Rosenblueth, Norbert Wiener). Dazu gehört auch die mathematische Theorie der Kommunikation, Steuerung und Regelung von lebenden, technischen und sozialen Systemen u. a. durch Rückkopplungsschleifen - um 1970 Katastrophentheorie: Dieser Zweig der Mathematik beschreibt plötzliche Veränderungen, die sich aus kleinen Impulsen ergeben. - um 1980 Chaostheorie: Mathematische Theorie von nichtlinearen dynamischen Systemen, die Verzweigungen beschreibt, Attraktoren und chaotische Bewegungen. - um 1990 Komplexe adaptive Systeme (John H. Holland, Murray Gell-Mann, Harold Morowitz, W. Brian Arthur): beschreibt Emergenz, Anpassung und Selbstorganisation. Die Theorie beruht auf Arbeiten des Santa Fe Institute. - nach 1990 bis heute Netzwerkforschung (network science, Albert-László Barabási, Steven Strogatz u. a.) überführt Komplexitätsforschung und naturwissenschaftliche Kybernetik auf Basis der Graphentheorie auf soziale Beziehungen, biologische Systeme und Phänomene mit starkem Anwendungsbezug |

Der Begriff Allgemeine Systemtheorie geht auf den Biologen Ludwig von Bertalanffy zurück. Seine Arbeiten bilden zusammen mit der Kybernetik (Norbert Wiener, W. Ross Ashby) die grundlegenden Überlegungen dieses Wissenschaftsansatzes. Weitere wichtige Theorien stammen von Humberto Maturana und Francisco Varela (Autopoiesis), Gregory Bateson (Double Bind, Systemtheorie des Lernens), Stuart Kauffman (Selbstorganisation) und Alfred Radcliffe-Brown (Strukturfunktionalismus) sowie Talcott Parsons (Strukturfunktionalismus oder Systemfunktionalismus) und Niklas Luhmann (soziologische Systemtheorie).
Kulturgeschichtlich geht der Systembegriff bis auf Johann Heinrich Lambert zurück und wurde unter anderem von Johann Gottfried Herder übernommen und ausgearbeitet. Dies vollzieht sich vor allem an der Frage, wie man lebende Organismen und deren Selbsterhaltung und -organisation verstehen kann.
Die moderne Systemtheorie beruht auf unabhängig voneinander entwickelten Ansätzen, die später synthetisiert und erweitert wurden: Der Begriff Systemtheorie bzw. Systemlehre stammt von Ludwig von Bertalanffy (vgl. General Systems Theory). Von Bertalanffy spricht von offenen Systemen und entwickelt den Begriff der organisierten Komplexität, der den dynamischen Austausch mit der Umwelt beschreiben soll. Erst mit der Ausformulierung des Informationsbegriffes ließ sich dieses Konzept jedoch weiter generalisieren. Bereits 1948 hatte Norbert Wiener mit Cybernetics (Kybernetik) einen ebenfalls zentralen Ausdruck geprägt, der heute mit dem Systembegriff eng verbunden ist. Ein weiteres verwandtes Konzept ist die Tektologie Alexander Bogdanows.
Wegweisend für die Entwicklung der Systemtheorie waren die interdisziplinären Macy-Konferenzen zwischen 1946 und 1953, auf denen Wissenschaftler verschiedenster Fachrichtungen ein gemeinsames Verständnis kybernetischer Prozesse in verschiedensten Fachrichtungen, von der Mathematik über die Anthropologie bis zu den Neurowissenschaften entwickelten.

### Kybernetik
Die Kybernetik behandelt operationell geschlossene Mechanismen. Der Fokus der Kybernetik liegt auf Regelung und Steuerung. Deshalb kommen in der Kybernetik als Systeme in erster Linie geregelte Mechanismen in Betracht. Die Regelung beruht immer auf Prozessen, die mit der Systemtheorie (Ingenieurwissenschaften) beschrieben werden können. Bertalanffy hat sich gegen die Vermischung seiner Systemlehre und der Kybernetik ausgesprochen, weil er das mechanistische Denken der Kybernetik für die Beschreibung von Leben als nicht adäquat erachtete.
Generelle Erweiterungen der Kybernetik:
Als Systemtheorie 2. Ordnung bezeichnet man Systemtheorien, die in folgendem Sinne selbstbezüglich sind: Mit der jeweiligen Systemtheorie wird der Systemtheoretiker, der die Theorie macht, beschrieben. Der Kernbegriff ist deshalb „die Beobachtung des Beobachters“.
Als Autopoiesis bezeichnet Humberto Maturana sowohl seine Systemtheorie wie auch den wesentlichen Prozess, den er mit seiner Theorie beschreibt, nämlich das Leben. Maturana beschreibt, grob gesehen, das Gleiche wie von Bertalanffy in seiner Systemlehre, er argumentiert aber kybernetisch: er spricht von lebenden (autopoietischen) Maschinen, die operationell geschlossen sind.
Als Selbstorganisation bezeichnet man Prozesse, die wie die Autopoiese zu höheren strukturellen Ordnungen führen, ohne dass ein steuerndes Element erkennbar ist. Der Radikale Konstruktivismus wurde von Ernst von Glasersfeld entwickelt. Er hat dabei auf die Arbeiten von Jean Piaget zurückgegriffen. Die Denkweise von Piaget war konstruktivistisch und erkenntnistheoretisch. Ernst von Glasersfeld argumentiert insbesondere auch mit der operationellen Geschlossenheit von Systemen.
Als System Dynamics bezeichnet man die Modellierung komplexer und dynamischer Systeme. Bekannt gemacht hat das Verfahren Jay Wright Forrester durch das Weltmodell World3, anhand dessen in der Club-of-Rome-Publikation Limits to Growth (Die Grenzen des Wachstums, Dennis L. Meadows 1972) unter anderem der globale Rohstoffverbrauch prognostiziert wurde.

### Soziologische Systemtheorie
Die soziologische Systemtheorie versteht sich als eine Universaltheorie im Sinne eines umfassenden und kohärenten Theoriegebäudes für alle Formen von Sozialität. Der soziologische Systembegriff geht auf Talcott Parsons zurück. Parsons betrachtet dabei Handlungen als konstitutive Elemente sozialer Systeme. Er prägte den Begriff der strukturell-funktionalen Systemtheorie.
Niklas Luhmann erweitert die Theorie Parsons und verwendet nicht mehr Handlung als grundlegendes Element, sondern Kommunikation – siehe Systemtheorie (Luhmann).

### Politische Systemtheorie
Die Systemtheorie in der Politikwissenschaft geht auf David Easton zurück.

### Kommunikationstheorie und Systemische Therapie
Auf der Basis der Systemtheorie entwickelten Wissenschaftler und Psychotherapeuten wie Gregory Bateson, Paul Watzlawick, John H. Weakland und Don D. Jackson ab den 1950er-Jahren Modelle der menschlichen Kommunikation, die schließlich auch zum Konzept der Systemischen Therapie führte. Sie versteht sich als Alternative zu individualpsychologisch ausgerichteten Therapieformen wie der Psychoanalyse. Wegbereiter der Systemischen Therapie im deutschen Sprachraum war der Arzt und Psychoanalytiker Helm Stierlin.

### Theorie komplexer Systeme
Die neueste Strömung ist die Theorie komplexer Systeme. Ein komplexes System ist dabei ein System, dessen Eigenschaften sich nicht vollständig aus den Eigenschaften der Komponenten des Systems erklären lassen. Komplexe Systeme bestehen aus einer Vielzahl von miteinander verbundenen und interagierenden Teilen, Entitäten oder Agenten.
Komplexe Systeme sind von der Welt der Elementarteilchen bis hinauf zur menschlichen Gesellschaft weitverbreitet, ja geradezu dominant. Sie entstehen überwiegend durch Prozesse der spontanen Selbstorganisation und sind meist einer Theorie auf der Basis bekannter mathematischer Funktionen nicht zugänglich. Beispiele sind die Bildung der Atomkerne, der Atome, die Umwandlung von Stoffen von einem Aggregatzustand in einen anderen, die Kristallisation, chemische Reaktionen, jegliche Formen von Evolution, die geistigen Prozesse im Gehirn, die Entwicklung der Sozialsysteme usw. In der belebten Natur sind offene Systeme dominant, die die Zufuhr von Energie benötigen, in der unbelebten Natur bilden sich komplexe Systeme meist spontan unter Abgabe von Energie oder auch im thermischen Gleichgewicht.
Die Theorie der komplexen adaptiven Systeme beruht vorwiegend auf den Arbeiten des Santa Fe Institute. Diese neue Komplexitätstheorie, die Emergenz, Anpassung und Selbstorganisation beschreibt, basiert auf Agenten und Computersimulationen, die Multiagentensysteme (MAS) einschließen, die zu einem wichtigen Instrument bei der Erforschung von sozialen und komplexen Systemen wurden.

## Verwandte Gebiete
Es gibt Vorläufer, Entwicklungen, Anwendungen und verschiedene Theorien in den Fachdisziplinen.

### Chaostheorie
Die Chaosforschung beschäftigt sich mit bestimmten nichtlinearen dynamischen Systemen, die eine Reihe von Phänomenen aufweisen, die man Chaos (genauer: chaotisches Verhalten) nennt. Eines dieser Phänomene ist der Schmetterlingseffekt, der beinhaltet, dass beliebig kleine Änderungen unvorhersehbar große Effekte haben können. Chaotische Systeme sind zum Beispiel Wetter, Klima, Plattentektonik, turbulente Strömungen, Wirtschaftskreisläufe, Internet und das Bevölkerungswachstum.

### Katastrophentheorie
Die Katastrophentheorie ist ein Zweig der Mathematik, der sich mit den Verzweigungen von dynamischen Systemen beschäftigt, und beschreibt plötzliche Veränderungen, die sich aus kleinen Veränderungen von Umständen ergeben.

### Konnektionismus
Der Konnektionismus versteht ein System als Wechselwirkungen vieler vernetzter einfacher Einheiten. Die meisten konnektionistischen Modelle beschreiben die Informationsverarbeitung in Neuronalen Netzen. Sie bilden eine Brücke zwischen biologischer Forschung und technischer Anwendung.

### Modellierung
Um Systeme in Modellen beschreiben zu können, spielen Mathematik und Informatik eine große Rolle. Wenn ein System quantitativ beschrieben werden kann und weitere Voraussetzungen erfüllt sind, kann als Beschreibung eine Funktion (Mathematik) mit Hilfe einer Differentialgleichung für die Modellierung entwickelt werden. Fehlen diese Voraussetzungen, dann muss die Beschreibung auf einer abstrakteren Ebene erfolgen. Für eine formale Beschreibung mit begrifflichen Mitteln dient in der Mathematik die formale Begriffsanalyse, ein Teilgebiet der Ordnungstheorie. Auf Seite der Informatik beschäftigt sich die Ontologie damit, Systeme formal mit begrifflichen Mitteln zu beschreiben.

### Medizin
Die Medizinische Kybernetik umfasst die Anwendung systemtheoretischer, nachrichtentheoretischer, konnektionistischer und entscheidungsanalytischer Konzepte für biomedizinische Forschung und klinische Medizin.
Das Ziel der medizinischen Systemtheorie ist es, die komplexen Zusammenhänge des physischen Systems und deren spezifische vernetzte Funktionsweise besser zu verstehen. Dabei werden physiologische Dynamiken im gesunden und erkrankten Organismus identifiziert und systemtheoretisch modelliert.

### Dialektische Systemtheorie
Die Dialektische Systemtheorie geht davon aus, dass der Begriff System, verstanden als ein strukturiertes Ganzes, für die Wissenschaft als konstitutiv verstanden werden muss. Als Gegenbegriff des Systems wird das Chaos gesetzt. Der so verstandene Systembegriff und die Leitunterscheidung System und Chaos werden vor allem bei Kant und Hegel formuliert.

## Anwendungsbereiche
Neben dem Nutzen der Systemtheorie und Kybernetik bei der Modellierung komplexer Systeme, etwa in der Informatik, Ökonomie und Ökologie, beziehen sich zahlreiche Fachgebiete wie Biologie, Medizin, Psychologie, Psychotherapie, Pädagogik, Soziale Arbeit und Organisationsentwicklung auf die Systemtheorie als Grundlagentheorie. Hierbei werden Modelle der Dynamik komplexer Systeme zur Erklärung von Phänomenen herangezogen. Auch finden die Modelle der Systemtheorie als theoretischer Hintergrund zur Bildung von Hypothesen und zur Planung von Interventionen Verwendung. Dieser Bezug wird oft durch Bezeichnungen wie „systemisch“, „systemisch-konstruktivistisch“ oder „systemisch-lösungsorientiert“ markiert. Beispiele sind:
- Systematische Heuristik
- Systemische Sozialarbeit
- Systemische Therapie
- Systemtheorie der Evolution
- Systemisch-Lösungsorientierte Begutachtung[5]